# Toulouse Aerospace Express
Toulouse Aerospace Express est le nom original choisi pour promouvoir la construction d'une nouvelle et troisième ligne de métro à Toulouse.
Le Toulouse Aerospace Express regroupait trois projets :
- le projet de construction d'une troisième ligne de métro, appelée depuis 2022 la ligne C du métro de Toulouse (projet avec lequel il était souvent confondu) ;
- le prolongement de la ligne B du métro de Toulouse avec deux nouvelles stations (Parc du Canal et Labège Madron) ;
- la transformation de la ligne T2 du tramway de Toulouse en navette aeroport appelée Aéroport Express.

Les deux projets annexes étaient la conséquence logique et accompagnaient le premier projet. Depuis 2022, la dénomination Toulouse Aerospace Express n'est plus promue, et l'accent est mis sur la seule ligne C.

## Présentation du projet

### Objectifs
L'objectif du projet est d'améliorer la desserte de la zone aéroportuaire et des zones d'emplois, notamment aéronautiques, dans Toulouse mais aussi sa banlieue. La ligne C du métro doit permettre d'encourager les toulousains mais surtout les travailleurs à favoriser les transports en commun, alors que l'aire urbaine de Toulouse est en pleine expansion et que la question de la mobilité est aujourd'hui une problématique majeure au sein de la métropole. L'objectif est aussi pour Tisséo de renforcer la desserte du nord de l'agglomération par un moyen de transport structurant, alors que cette zone attire toujours plus de nouveaux habitants : 2 300 logements sont en cours d'instruction en 2019 et 8 000 pourraient être construits, notamment dans les faubourgs nord.
Ce projet dans son ensemble doit aussi renforcer l'intermodalité, à travers la création de cinq stations en correspondance avec le tramway ou les lignes A et B du métro, mais aussi cinq stations desservies par une gare connectée au réseau TER, dont la gare Matabiau, afin de favoriser l'utilisation du rail, notamment par les habitants du reste de l'aire urbaine pour les migrations pendulaires. Toutes les stations seront également desservies par des bus Tisséo ou du réseau Arc-en-Ciel (liO). Enfin, pour compléter l'offre intermodale du projet, Tisséo prévoit la création de 1 500 places de stationnement vélos autour des futures stations, de 8 espaces de dépose-reprise covoiturage, et de 4 parcs relais, offrant un total de plus de 3 000 places.

### Ligne C du métro

Tracé des trois éléments du Toulouse Aerospace Express dans le contexte du réseau actuel.

### Connexion Ligne B
"Connexion Ligne B" est le nom donné au prolongement de deux stations de la ligne B du métro, entre Ramonville et Labège Madron, permettant une correspondance avec la troisième ligne de métro. Il est prévu qu'une rame sur quatre de la ligne B desserve la section de Parc du Canal à Labège Madron, portant la fréquence entre 4 minutes 30 et 6 minutes aux heures de pointe. 14 000 voyageurs sont attendus chaque jour sur cette section de la ligne B.
Le tracé est établi à partir du terminus actuel de Ramonville. L’essentiel du prolongement de 2,7 km sera en aérien ; seul le raccordement à la station Ramonville sera en souterrain (environ 500 mètres de tunnel) notamment pour passer sous le canal du Midi et l’avenue Latécoère. Le reste du tracé s’effectuera en viaduc et franchira l’autoroute A61, l’Hers, la RD916 et le lac de l’INPT. Entre les stations Ramonville et Parc du Canal, le métro circulera sur une voie double, alors qu'il fonctionnera en voie simple entre Parc du Canal et Labège Madron, future station desservie par la troisième ligne de métro.
|  |   |  | Station       | Coordonnées                 | Commune               | Correspondances Tisséo |
|  | - |  | ------------- | --------------------------- | --------------------- | ---------------------- |
|  | • |  | Ramonville    | 43° 33′ 21″ N, 1° 28′ 35″ E | Ramonville-Saint-Agne | L6273788112 119        |
|  | • |  | Parc du Canal | 43° 33′ 03″ N, 1° 29′ 19″ E | Ramonville-Saint-Agne |                        |
|  | ■ |  | Labège Madron | 43° 33′ 04″ N, 1° 30′ 18″ E | Labège                | (en projet)            |

### Aéroport Express
La ligne "Aéroport Express" est la solution apportée par Tisséo pour desservir l'aéroport de Toulouse-Blagnac depuis la troisième ligne de métro, à la station Blagnac. Le tracé reprendra celui de l'actuelle ligne T2 du tramway, qui sera débranchée de la ligne T1 et dont le terminus sera ramené à la station de correspondance Blagnac. Il est possible que certains carrefours soient dénivelés afin de réduire la durée du parcours à six minutes entre la station Blagnac et l'aéroport. La fréquence de la ligne sera de 5 minutes contre 15 minutes sur l'actuelle ligne T2, et desservira en plus les entreprises de la zone aéroportuaire. Cette nouvelle ligne permettra aussi d'augmenter la fréquence du tramway T1 entre Toulouse et Blagnac, Purpan et le MEETT ou Parc des Expositions, en utilisant exclusivement le matériel roulant des deux actuelles lignes de tramway sur la seule ligne T1.
|  |   |  | Station  | Coordonnées                 | Commune | Correspondances Tisséo                                                                                     |  |
|  | - |  | -------- | --------------------------- | ------- | --- |  |
|  | ■ |  | Aéroport | 43° 37′ 53″ N, 1° 22′ 29″ E | Blagnac | 30Aéroport                                                                                                 |  |
|  | • |  | Daurat   | 43° 37′ 44″ N, 1° 22′ 46″ E | Blagnac | |  |
|  | • |  | Nadot    | 43° 37′ 29″ N, 1° 23′ 08″ E | Blagnac | |  |
|  | ■ |  | Blagnac  | 43° 37′ 17″ N, 1° 23′ 45″ E | Blagnac | Métro de Toulouse · Ligne TAE du métro de Toulouse · Tramway de Toulouse · Ligne T1 du tramway de Toulouse |  |

## Matériels roulants

### Troisième ligne du métro
Le matériel roulant de la troisième ligne du métro toulousain sera Metropolis. Il aura une largeur de 2,70 mètres contre 2,06 mètres pour les VAL des lignes A et B et une longueur de 36 mètres.

### Prolongement de la ligne B
Le matériel roulant de la ligne B sera utilisé.

### Aéroport Express
Le matériel roulant de la ligne T2 sera adapté à son nouvel usage. Les rames Citadis — une partie des rames actuelles circulant sur les lignes T1 et T2 — seront reconditionnées dans le cadre de l’opération de rénovation à mi-vie de ce matériel, qui aura alors une quinzaine d’années et recevront une livrée et un aménagement spécifique.

## Prolongements

### Troisième ligne du métro - prolongement à l'ouest
À terme un prolongement à l'ouest de la ligne C du métro vers En Jacca est envisagé.

### Aéroport Express
Un prolongement de l'Aéroport Express, au nord de l'aéroport de Blagnac est également envisagé .